# Babatunde Aiyegbusi
Babatunde Łukasz Aiyegbusi (nascido em 26 de maio de 1988) é um lutador profissional polonês-nigeriano e ex-jogador de futebol. Ele está atualmente assinado com a WWE, onde atua nao programa Smackdown sob o nome de Commander Azeez.
Anteriormente, ele jogou por vários times da Liga Polonesa de Futebol Americano e teve uma passagem pelo Minnesota Vikings durante a pré-temporada de 2015.
Nascido em Oleśnica em 26 de maio de 1988, filho de mãe polonesa e pai nigeriano, Babatunde Łukasz Aiyegbusi começou a jogar futebol americano em 2005 como atacante. Jogou na Liga Polonesa de Futebol Americano pelo The Crew Wrocław, Giants Wrocław e Warsaw Eagles e na Liga Alemã de Futebol pelo Dresden Monarchs. Em 2015, Ayegbusi foi contratado pelo Minnesota Vikings da National Football League e participou de seu programa de pré-temporada, jogando três jogos de pré-temporada antes de ser liberado como parte dos cortes de elenco antes da temporada 2015 da NFL.

## Carreira profissional de wrestling

### WWE

#### Primeiras aparições (2016–2020)
Em 12 de abril de 2016, Babatunde ingressou no WWE Performance Center como parte de uma nova classe de recrutas. Ele fez sua estreia no wrestling profissional em uma house show da NXT em Orlando, Flórida, em 30 de setembro de 2016, competindo em uma battle royal. Em abril de 2018, Babatunde começou a acompanhar Lio Rush ao ringue nos eventos ao vivo do NXT até que Rush fosse convocado para o elenco principal como parte do 205 Live. Babatunde fez sua estreia na televisão em 27 de abril no Greatest Royal Rumble, entrando na partida como o 37º participante e sendo eliminado por Braun Strowman . Em 10 de maio, 2019, Babatunde fez sua estreia na Evolve competindo no Evolve 127, derrotando Adrian Alanis.

#### Raw Underground (2020)
Em 3 de agosto de 2020, Babatunde fez seu retorno à televisão e sua estreia no Raw . Ele estreou como parte de um segmento do Raw Underground sob o nome Dabba-Kato . Ele conseguiu uma seqüência de vitórias no Raw Underground, derrotando vários lutadores locais até ser derrotado por Braun Strowman no Raw de 21 de setembro. Como parte do Draft de 2020 em outubro, Dabba-Kato foi draftado para a marca Raw, porém ele não chegou a fazer sequer uma aparição durante seu tempo nessa brand.
Aliança com Apollo Crews (2021–presente)
Na segunda noite da Wrestlemania 37, no dia 11 de abril de 2021, Dabba-Kato fez seu retorno por meio de uma interferência durante o combate entre Big E e Apollo Crews válido pelo Título Intercontinental, dando a vitória e o título à Crews. No show do SmackDown seguinte (18 de abril), Apollo Crews o re-introduziu como Commander Azeez, automaticamente o transferindo para a brand do SmackDown. Toda a sua passagem anterior como Dabba-Kato no RAW Underground não foi citada desde então. Commander Azeez vem acompanhando Apollo Crews, fazendo papel de manager e também de parceiro de duplas do mesmo. No WWE Draft de 2021, ambos Azeez e Crews foram transferidos para o show do RAW.